# Blankenburg (Oberuckersee)
Blankenburg è una frazione del comune tedesco di Oberuckersee, nel Brandeburgo.

## Storia
La prima attestazione scritta della località risale al 1253.
Nel 1443, e fino alla Riforma, parte delle terre di Blankenburg divennero proprietà dell'abbazia di Seehausen.
Il 31 dicembre 2001 il comune di Blankenburg venne fuso con i comuni di Potzlow, Seehausen e Warnitz, formando il nuovo comune di Oberuckersee.